# コンバット・コマンド
コンバット・コマンド（英語: Combat command：CC）は、アメリカ陸軍の機甲師団で用いられていた部隊編成の制度。1942年に導入され、1963年まで用いられていた。またその名称が廃止された後も、コンセプトは踏襲され続けた。

## 概要
アメリカ陸軍の機甲師団は、特に第二次世界大戦前半にかけて編制を含めて試行錯誤を繰り返していたが、1941年に機甲兵監に就任したデヴァース少将は、より柔軟で機能的な編制を志向した。これを受けて、1942年3月1日の改編の際に導入されたのがコンバット・コマンド（CC）の制度であった。これは師団内において特定の所属部隊を持たない司令部組織であり、CC-A・Bの2個が設置されて、機甲連隊や機甲歩兵連隊、機甲野戦砲兵大隊などの各部隊を適宜に所属させるという柔軟なシステムであった。ドイツ国防軍のカンプグルッペのコンセプトをアメリカ流に制度化したものと評される。
その後、ドイツ国防軍やイギリス陸軍の機甲師団についての情報の研究を踏まえて、1943年9月には、新たに小型機甲師団の編制が制定された。この編制では機甲連隊・機甲歩兵連隊の本部を廃止する一方、CCをA・B・R（Reserve）の3個に増備した。3つのうちCC-RはA・Bよりも司令部要員数が少なく、その名の通りに予備兵力を担うことを想定した編成ではあったが、同一編成の戦闘団を3個編成することも可能であった。一方、固定的な編制ではないことから、必要に応じて特定のCCに戦車兵力を集中させて突破を図るなど、柔軟に運用を行うことができた。ドイツ軍の反撃能力が低下した大戦末期には、3つのCCが全て前線に投入されるようになっており、例えばバルジの戦いにおいてバストーニュの包囲網を最初に突破したのは第4機甲師団のCC-Rであった。
1945年に招集された欧州戦域総合委員会は、CCを廃止して諸兵科連合連隊に置き換えるよう勧告したが、陸軍は、その後もCCの制度を維持し続けた。CC-A・Bの指揮官は准将となったが、1954年にCC-RがCC-Cと改称された後も、その指揮官は大佐であり続けた。その後、ROAD（Reorganization Objective Army Division）改編によって、1963年までに「コンバット・コマンド」という名称は廃止されたが、実質的には名称を「旅団」に変更しただけで、そのコンセプトは踏襲され続けた。またこの改編により、そのコンセプトは歩兵師団などにも普及していった。
なお陸上自衛隊の混成団は、アメリカ軍のコンバット・コマンドにヒントを得た部分があったとされる。